# Saint-Germain (Meurthe-et-Moselle)
Saint-Germain is een gemeente in het Franse departement Meurthe-et-Moselle (regio Grand Est) en telt 147 inwoners (2004). De plaats maakt deel uit van het arrondissement Lunéville.

## Geografie
De oppervlakte van Saint-Germain bedraagt 7,8 km², de bevolkingsdichtheid is 18,8 inwoners per km².
De onderstaande kaart toont de ligging van Saint-Germain (Meurthe-et-Moselle) met de belangrijkste infrastructuur en aangrenzende gemeenten.

## Demografie
Onderstaande figuur toont het verloop van het inwonertal (bron: INSEE-tellingen).